# Sweet Snow (9nineの曲)
『Sweet Snow』(スウィートスノウ)は9nineのデビューシングル。2006年2月14日にGATE RECORDSから発売された。

## 概要
初期メンバーでの最初で最後のシングル。

## 収録曲
1. Sweet Snow [5:15]
  - 作詞：Qoonie、作曲：GMK、編曲：戸倉弘智
2. 恋シテル!! [4:49]
  - 作詞：Qoonie、作曲：橋本由香利、編曲：橋本由香利
3. Sweet Snow (Instrumental)
4. 恋シテル!! (Instrumental)

## 初回特典
- DVD
「Sweet Snow」Music Video
「Sweet Snow」Music Video Making